# Walter Streule
Walter J. Streule, né le 11 août 1882 à Zurich et mort à une date inconnue, est un joueur de football suisse, qui a évolué aux postes d'attaquant ou de milieu gauche.

## Biographie
Lorsqu'il arrive dans le nord de l'Italie à Turin pour travailler, ou beaucoup de ses compatriotes travaillaient déjà et pratiquaient le football, il rejoint le club turinois du Foot-Ball Club Juventus en 1903.
Réputé pour sa vision de jeu, ainsi que son physique de lutteur, il commence à jouer dans le championnat fédéral d'Italie à partir de 1904 (il marque 2 buts en 4 matchs lors de la saison), année où le club finit finaliste. Il marque son premier but le dimanche 13 mars lors de la demi-finale du championnat contre le Milan Cricket and Foot-Ball Club (score final 1-1), avant de remarquer une semaine plus tard lors de la demi-finale rejouée contre le Milan (score final de 3 à 0).
Il ne dispute pas la saison suivante, mais reprend la compétition en 1906 après l'arrivée d'un de ses compatriotes, le Suisse Alfred Dick, à la présidence de la Juventus. Il joue en tout cinq matchs avec les Bianconeri lors de la saison 1906.
Le président du club, Dick, à la suite d'un différend, doit quitter la Juve et fonde alors son propre club également dans la ville de Turin, le Foot-Ball Club Torino, et attire de nombreux joueurs de la Juve dans son nouveau club, dont notamment Streule, qui participe à la création du club, en en devenant le premier secrétaire.
Il est ensuite titulaire de l'équipe du Torino lors de la première saison de son histoire, composée pour plus de la moitié de joueurs étrangers (suisses ou germanophones pour la plupart).

## Palmarès
Juventus
- Championnat d'Italie :
  - Vice-champion : 1904 et 1906.